# 頜鋸齒龍屬
頜鋸齒龍屬（學名：Priodontognathus）意為「有鋸齒的頜」，是甲龍亞目的一屬恐龍，化石可能是來自英格蘭約克郡的下鈣質粗砂岩，年代為上侏羅紀牛津階。化石只有一個上頜骨，曾被誤會是屬於禽龍類及劍龍亞目，目前的狀態是疑名。

## 歷史及分類
在1869年，英國古生物學家哈利·絲萊（Harry Seeley）描述了正模標本的上頜骨（編號SMC B53408），並將之命名。絲萊當時正在整理劍橋大學Woodwardian博物館的化石，並分門歸類。這塊上頜骨的實際發現處不明，最初被認為來自西薩塞克斯郡的白堊紀地層，但後來被認為是發現在約克郡的某處岸邊，屬於侏儸紀地層。絲萊最初認為這些化石是屬於禽龍，並將之命名為菲利浦禽龍（I. phillipsi），種名則是紀念地質學家John Phillips。這塊上頜骨有5吋長，有17個可辨認的齒槽。直至1875年，他將相關牙齒作筆對時，才察覺這根化石與禽龍有所分別，並按其牙齒的形狀將之更名為頜鋸齒龍（Priodontognathus），屬名意指「頜部牙齒顎部」。由於相關牙齒沒有遭到侵蝕，仍然可以辨別牙齒的鋸齒邊緣。
由於當時對裝甲恐龍的所知甚少，絲萊並沒有太多化石材料可以作比較。絲萊後來誤將這根上頜骨歸類於劍龍亞目的Omosaurus（目前被稱為銳龍），並將之命名為Omosaurus phillipsii。劍龍類、甲龍類都屬於裝甲亞目，兩者是近親演化支。絲來更誤把一根股骨（編號YM 498）同時取了極類似的種名（Omosaurus phillipsi），之後編入頜鋸齒龍中，並沒有發現到兩個種的化石材料不同，與及類似的種名。這兩個種的類似種名，造成後來某些研究人員、研究文獻的誤會。但這兩個種有不同的模式標本。 
之後，這根上頜骨通常被認為是屬於劍龍亞目，但有一位學者認為並非如此，而將它編入棘甲龍科（即目前的結節龍科）中。阿爾弗雷德·羅默（Alfred Sherwood Romer）也認為它是屬於甲龍亞目，不過則將它歸類於林龍的異名。
在1980年，彼得·加爾東（Peter Galton）重新研究了頜鋸齒龍，並指出牠是一個獨立的屬。他將頜鋸齒龍與孔牙龍及蜥結龍比較，認為牠是屬於結節龍科。雖然加爾東將頜鋸齒龍歸類於甲龍亞目的論點被普遍接受，但是頜鋸齒龍卻通常被認為是疑名，是甲龍亞目的分類未定屬。

## 古生物學
如同其他甲龍亞目，頜鋸齒龍是行動緩慢的四足草食性恐龍，步態低矮。牠的身體應該覆蓋者裝甲，作為防禦獸腳亞目及其他肉食性動物的工具。

## "Omosaurus"phillipsii
在1893年，哈利·絲萊將一根股骨命名為Omosaurus phillipsii，引起了與頜鋸齒龍的誤會，是因為他於同一份文獻中論及這兩個標本及使用極類似種名。Omosaurus phillipsii目前是銳龍的Dacentrurus phillipsii或"Omosaurus" phillipsii，是劍龍亞目的一個可疑種，化石發現於北約克郡的 Coralline Oolite組的Malton Oolite段。彼得·加爾東指出這個種沒有可鑑定的特徵，唯一特點是牠們是牛津階的唯一劍龍亞目化石。這根股骨是屬於一幼年個體的，並且是分開成三個部份。

## 混淆
頜鋸齒龍與"Omosaurus" phillipsii的種小名末有兩個「i」。這種古老方式今天已不使用。多出來的「i」並沒有被正式的刪除，但有時一些學者卻遺漏了。另外，頜鋸齒龍除了會被認為是"Omosaurus" phillipsi，亦會與禽龍的"Iguanodon" phillipsii產生混淆。

## 外部連結
- 恐龍博物館──頜鋸齒龍